# Сен-Бенуа-де-Кармо
Сен-Бенуа́-де-Кармо́ (фр. Saint-Benoît-de-Carmaux, окс. Sant Benesech de Carmauç) — коммуна во Франции, находится в регионе Юг — Пиренеи. Департамент — Тарн. Входит в состав кантона Кармо-2 Валле-дю-Серу. Округ коммуны — Альби.
Код INSEE коммуны — 81244.

## География
Коммуна расположена приблизительно в 540 км к югу от Парижа, в 75 км северо-восточнее Тулузы, в 14 км к северу от Альби.

## Климат
Климат умеренно-океанический. Зима мягкая и дождливая, лето жаркое с частыми грозами. Ветры довольно редки.

## Население
Население коммуны на 2010 год составляло 2152 человека.
| 1962 | 1968 | 1975 | 1982 | 1990 | 1999 | 2010 |
| ---- | ---- | ---- | ---- | ---- | ---- | ---- |
| 3910 | 3579 | 3171 | 2745 | 2431 | 2266 | 2152 |

## Администрация
| Период | Период | Фамилия           | Партия                              | Примечания                              |
| ------ | ------ | ----------------- | ----------------------------------- | --------------------------------------- |
| 1996   | 2009   | Серж Антрег       | Французская коммунистическая партия | член генерального совета кантона с 2001 |
| 2009   | 2011   | Габриель Миранда  | Французская коммунистическая партия |                                         |
| 2011   | 2020   | Тьерри Сан-Андрес | Французская коммунистическая партия | профессор истории                       |

## Экономика
В 2007 году среди 1043 человек в трудоспособном возрасте (15—64 лет) 668 были экономически активными, 375 — неактивными (показатель активности — 64,0 %, в 1999 году было 57,6 %). Из 668 активных работали 560 человек (291 мужчина и 269 женщин), безработных было 108 (46 мужчин и 62 женщины). Среди 375 неактивных 87 человек были учениками или студентами, 126 — пенсионерами, 162 были неактивными по другим причинам.

## Фотогалерея

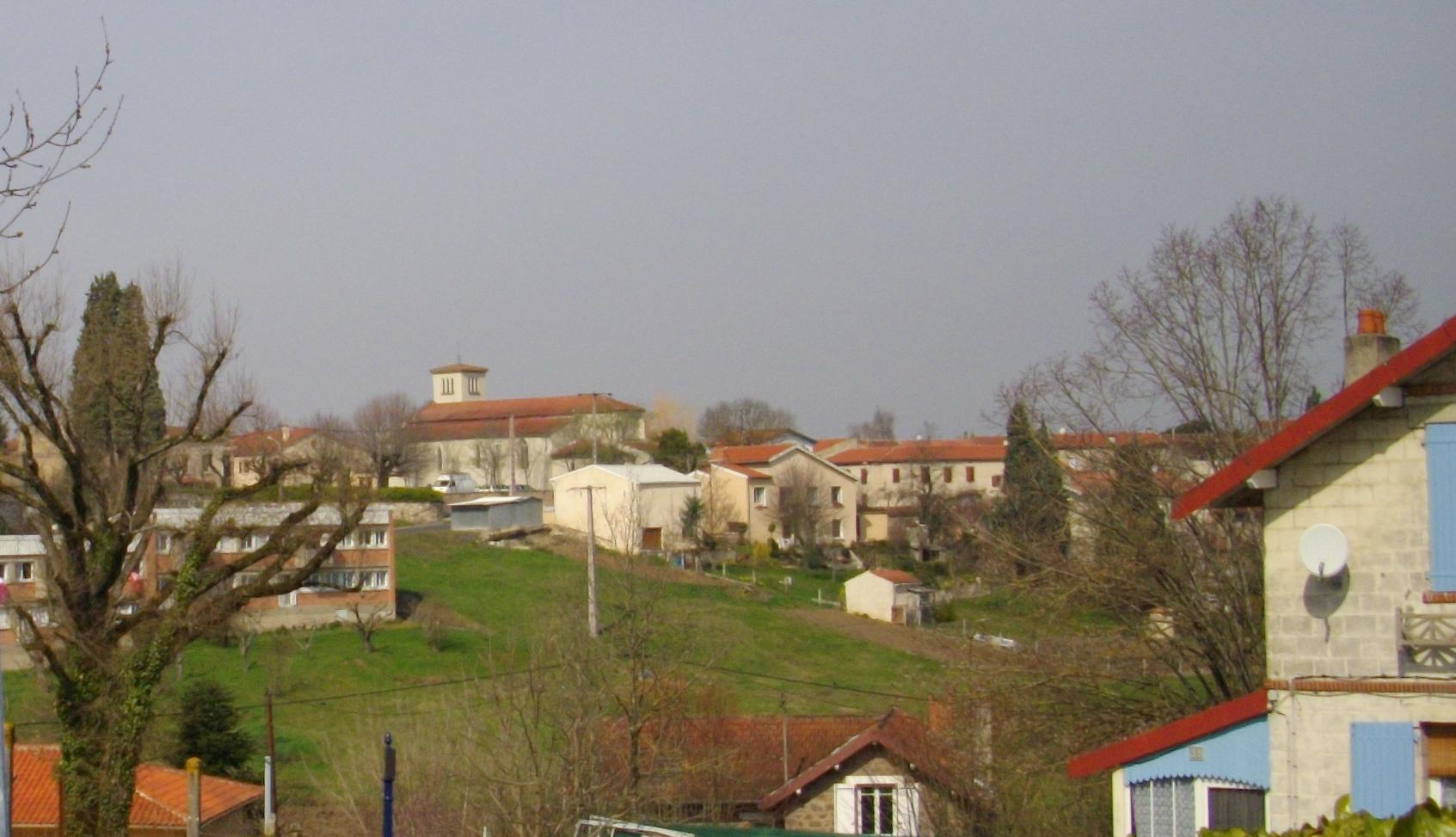
Сен-Бенуа-де-Кармо
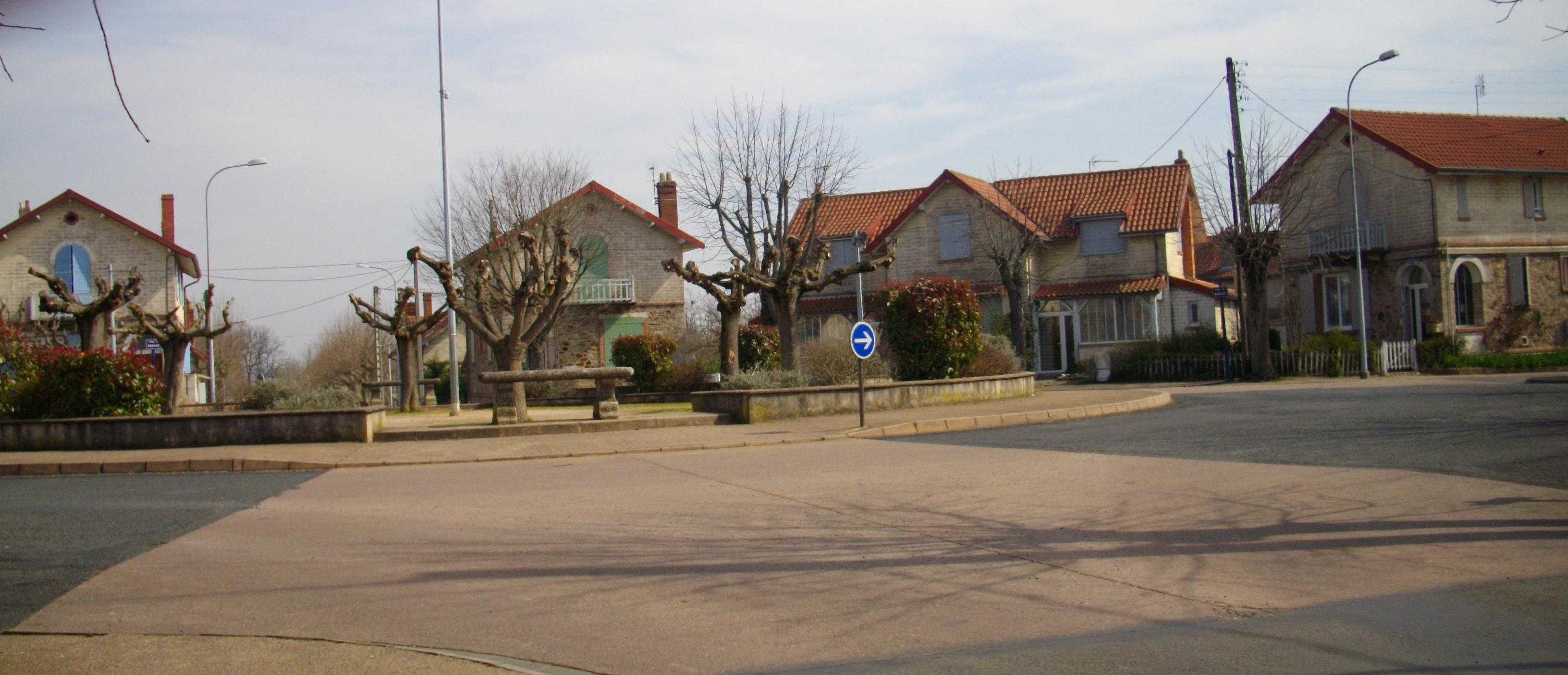
Сен-Бенуа-де-Кармо
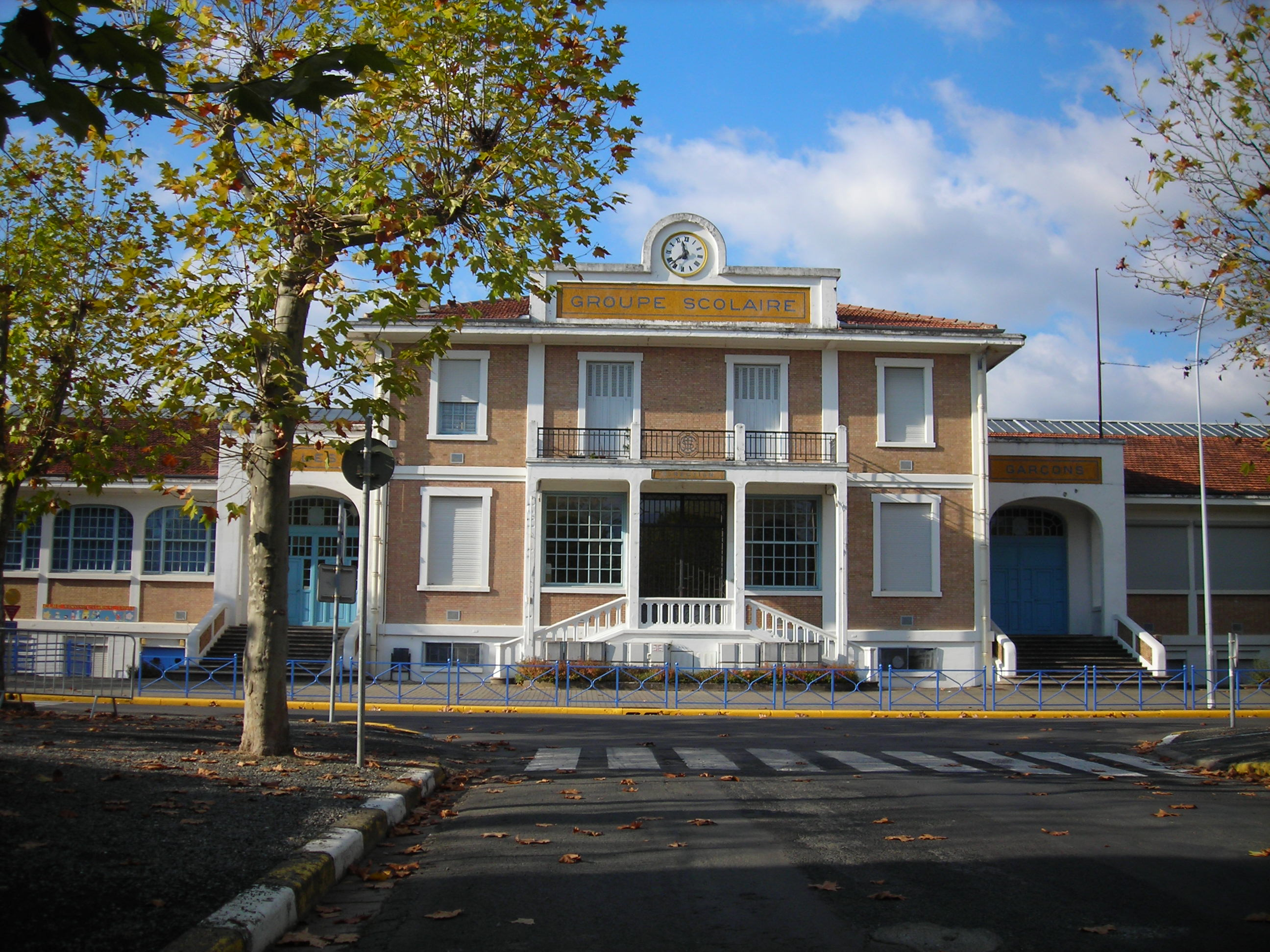
Школа
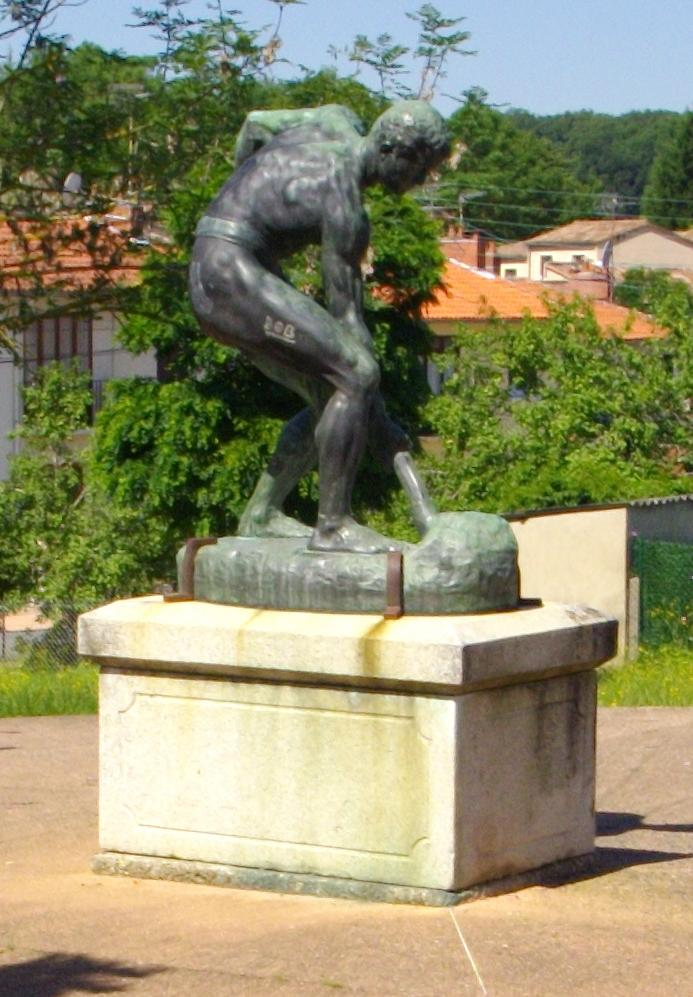
«Земля» (скульптор — Альфред Буше)
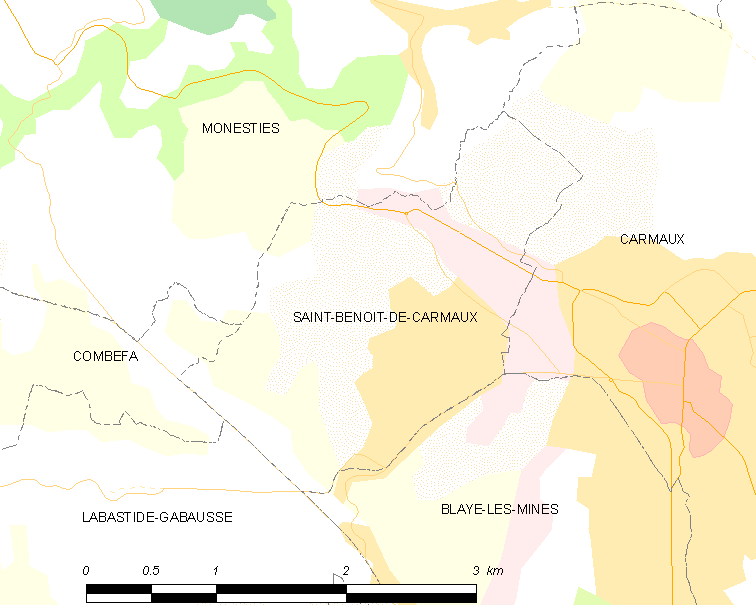
Карта коммуны